# Maniraptorokształtne
Maniraptorokształtne (Maniraptoriformes) – grupa dinozaurów należąca do celurozaurów (Coelurosauria). Takson ten został utworzony przez amerykańskiego paleontologa Thomasa R. Holtza Jr.
Grupę tę określa się jako zbiór potomków ostatniego wspólnego przodka ornitomima i ptaków. Do maniraptorokształtnych zalicza się ornitomimozaury i maniraptory.

## Klasyfikacja
- dinozaury (Dinosauria)
  - dinozaury gadziomiedniczne (Saurischia)
    - teropody (Theropoda)
      - tetanury (Tetanurae)
        - celurozaury (Coelurosauria)
          - maniraptorokształtne (Maniraptoriformes)